# 斜塔列表

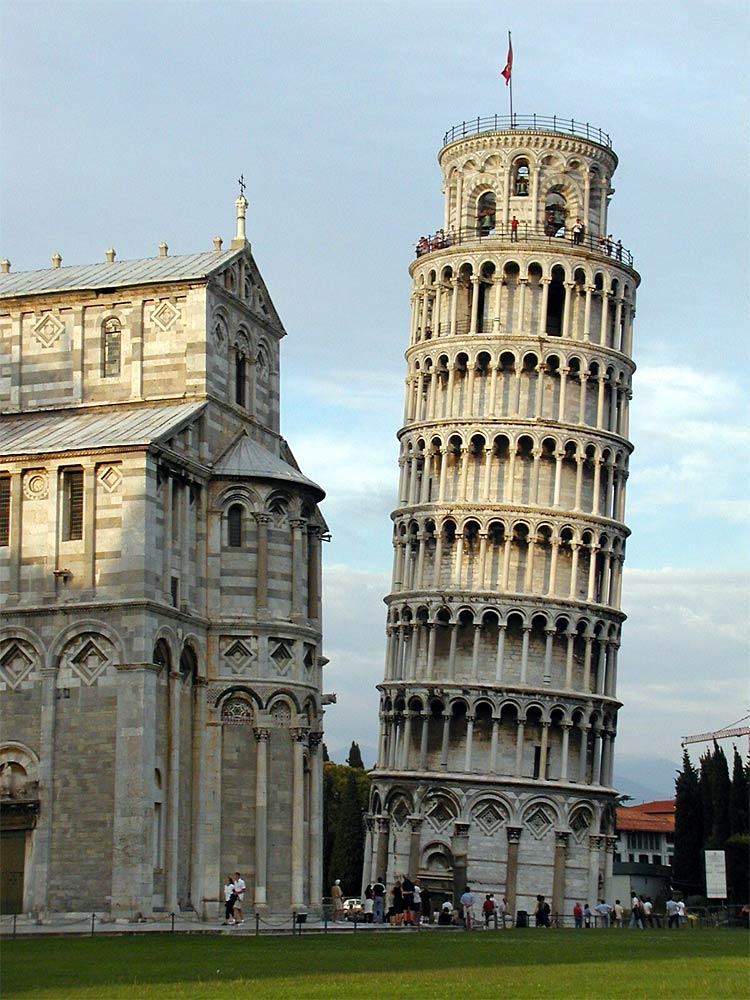
意大利比萨斜塔

阿联酋首都门

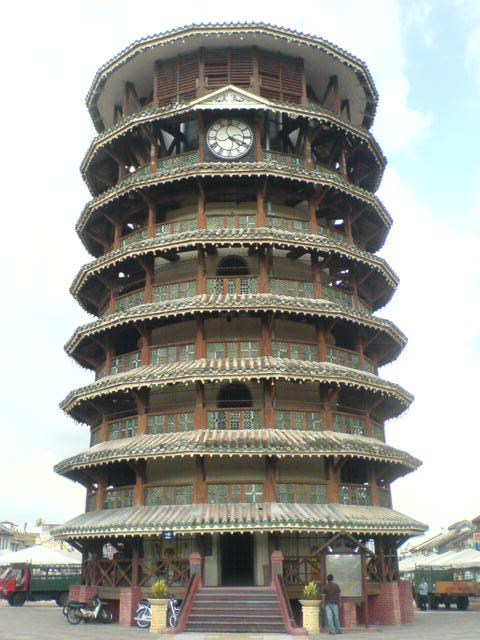
马来西亚安顺斜塔

斜塔是由于有意还是无意的原因（由于设计、施工错误，或随后的外部影响）不垂直于地面的塔楼。最着名的例子是意大利的比萨斜塔。

## 亚洲

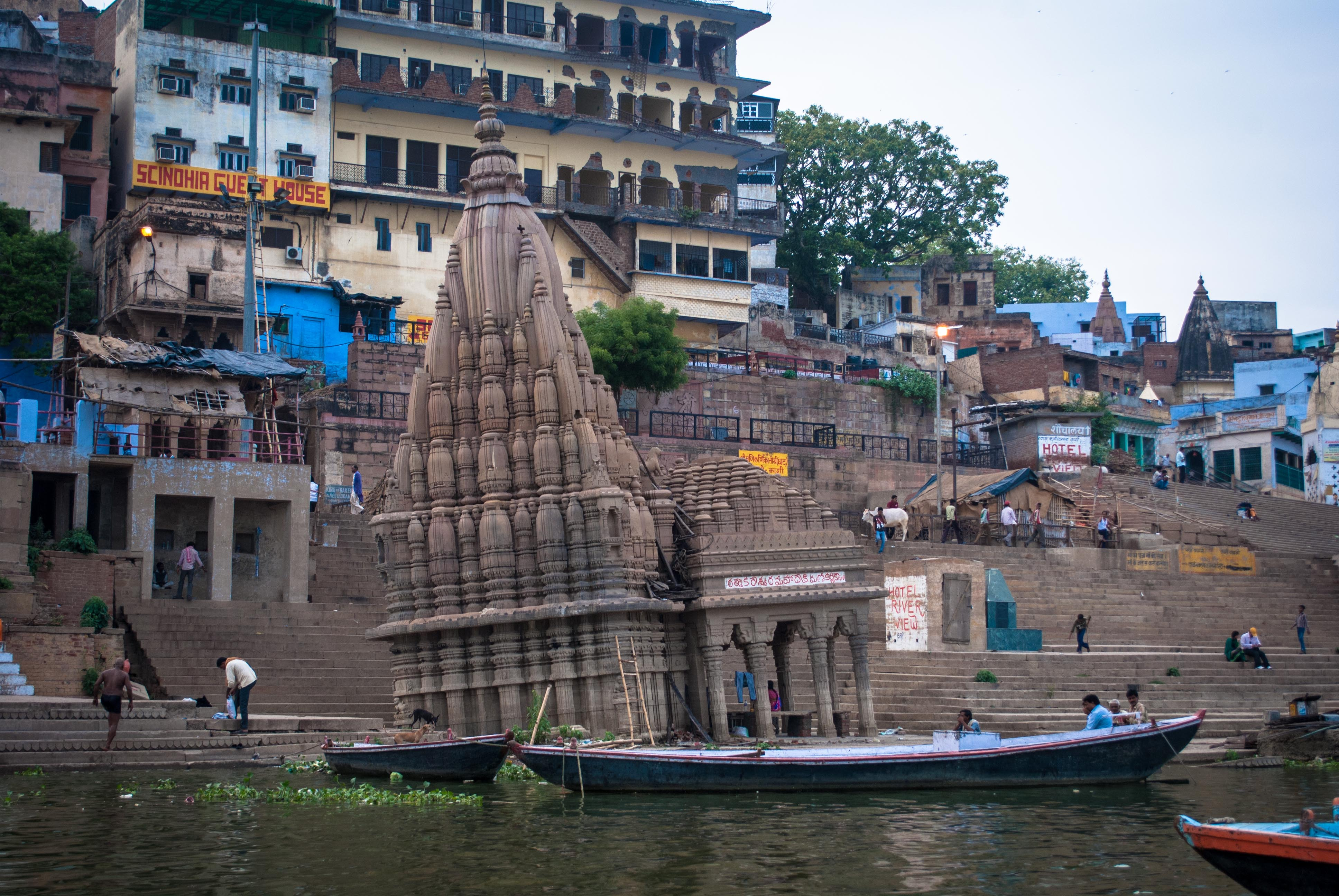
印度瓦拉纳西的Ratneshwar Mahadev temple

### 中国大陸
- 西安大雁塔
- 上海附近的天马山护珠塔
- 江苏南京方山定林寺塔
- 江苏苏州虎丘塔
- 湖北人为倾斜的玉泉寺铁塔
- 辽宁绥中前卫斜塔

### 臺灣

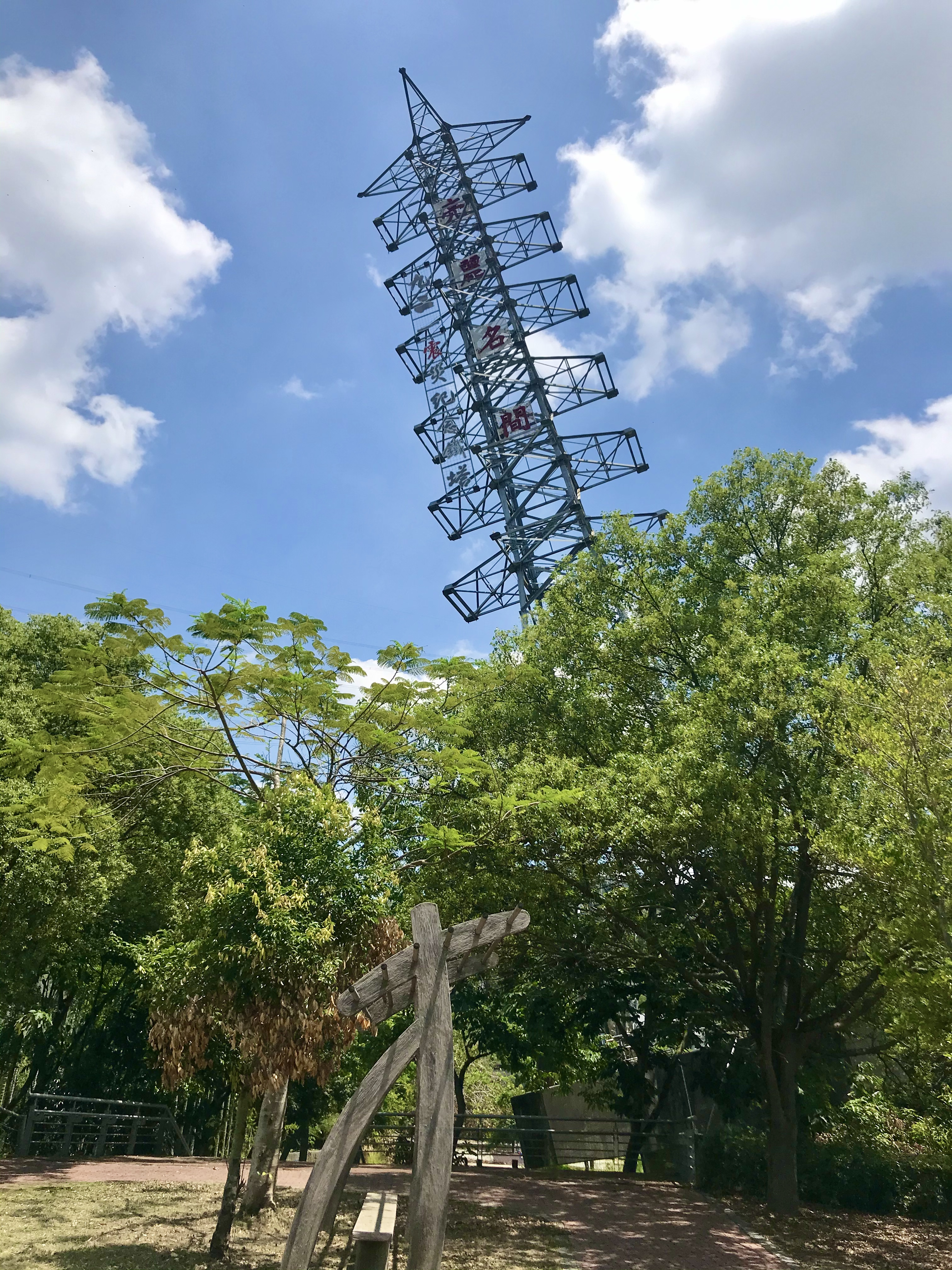
九二一震災紀念斜塔

- 九二一震災紀念斜塔

### 香港
- 深港西部通道对塔

### 印度
- 埃杜默努尔寺金柱
- 印度萨姆巴尔普尔的修玛斜寺
- 瓦拉纳西的 Ratneshwar Mahadev temple

### 伊拉克

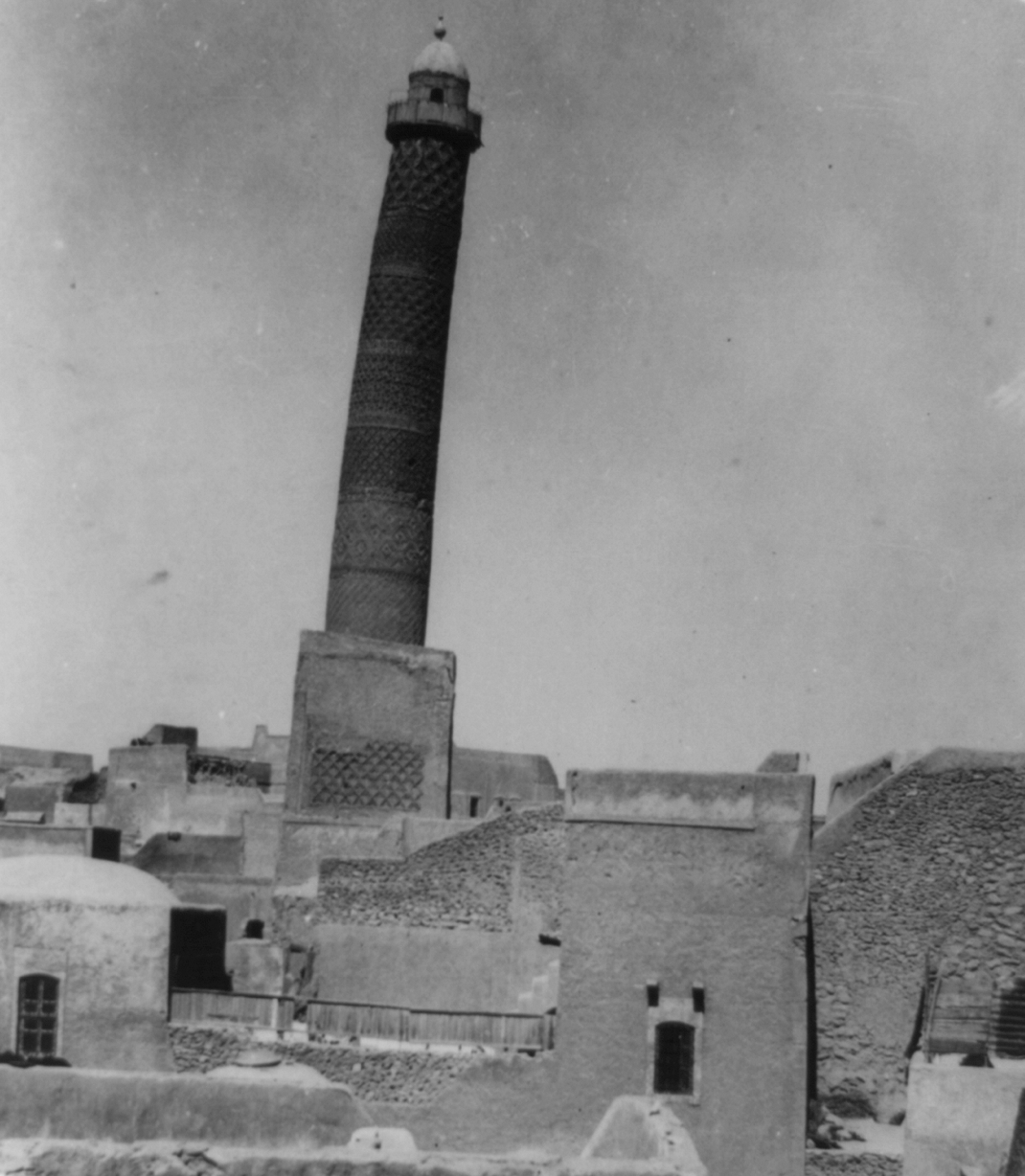
12世纪的al-Nuri大清真寺，伊拉克摩苏尔，1932年。

- 摩苏尔12世纪建造的 al-Nuri 大清真寺

### 马来西亚
- 霹雳州安顺市的安順斜塔

### 菲律宾
- Bombon，Camarines Sur 教区教堂的钟楼

### 斯里蘭卡
- 位於可倫坡的 Altair，共一垂直塔和一傾斜塔，傾斜塔高686尺，63層，傾斜13.8度[1]

### 阿拉伯联合酋长国
- 阿布扎比首都門，世界上最倾斜的人造塔(2010)

## 欧洲

### 比利时
- 布呂赫鐘樓
- 斯海勒的聖伯多祿聖保祿堂塔樓
- 尼諾弗的修道院塔樓

### 捷克共和国
- 拉贝河畔乌斯季的圣母升天教堂教堂塔楼
- 卡爾維納的阿爾坎塔拉聖彼得教堂塔樓

### 丹麦
- 哥本哈根的贝拉天空酒店

### 愛沙尼亞
- 卡尔克西努亚的卡尔克西教堂
- 薩雷馬島的基普薩爾燈塔

### 法国
- 加来海峡省奥耶普拉日的斜塔

### 德国
- 乌尔姆的 Metzgerturm[2]
- 杜塞尔多夫的新海关大院
- 包岑的 Reichenturm

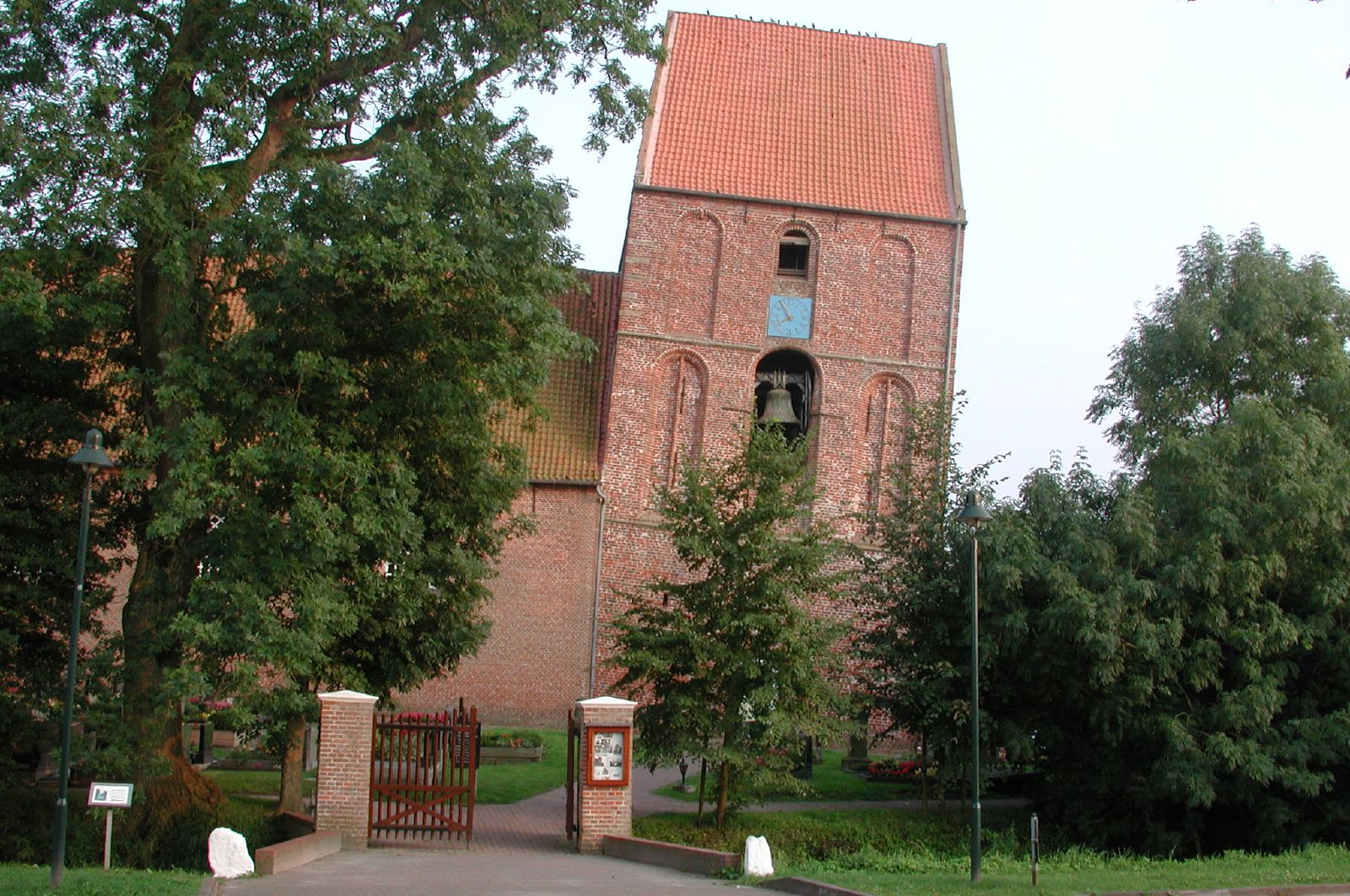
Suurhusen斜塔

- Suurhusen 斜塔（Schiefer Turm von Suurhusen），吉尼斯世界纪录中世界上最倾斜的塔
- 道塞瑙斜塔（Schiefer Turm von Dausenau）
- 巴特弗兰肯豪森，14世纪的亲爱圣母教堂钟楼

### 匈牙利
- 塞切尼望火楼，倾斜3度。

### 爱尔兰
- 戈尔韦郡戈特镇基尔马克杜拉修道院的爱尔兰圆塔

### 意大利
- 卡奥莱教堂钟楼[來源請求]
- 比萨大教堂钟楼（比萨斜塔）
- 波图格鲁洛钟楼[來源請求]
- 威尼斯希腊圣乔治堂钟楼
- 威尼斯布拉諾島圣马蒂诺教堂钟楼
- 比萨圣米歇尔德斯卡尔兹钟楼
- 比萨圣尼各老堂钟楼
- 威尼斯圣斯德望堂钟楼
- 圣马酒店
- 罗马民兵塔
- 博洛尼亚双塔

### 荷兰
- 贝德姆 St. Walfriduskerk 教堂塔楼
- 代尔夫特老教堂塔楼
- 多德雷赫特中央教堂塔楼
- 吕伐登的教堂塔樓奥尔德霍弗斜塔
- 利瓦頓 Miedum 村的塔樓
- 格罗宁根马提尼塔
- Acquoy 的圣凯瑟琳教堂塔楼
- 德利尔大教堂塔楼
- Loenen aan de Vecht 教堂塔楼

### 波兰
- 托倫斜塔
- 希隆斯克地區宗布科維采斜塔
- 佩日采猫头鹰塔

### 罗马尼亚
- 梅迪亞什圣玛格丽特福音会教会塔
- Ruși-Slimnic 福音会教会塔

### 俄罗斯
- 涅维扬斯克斜塔
- 索利卡姆斯克教堂钟楼
- 喀山苏尤姆别卡塔

### 塞尔维亚
- 贝尔格莱德，茲韋茲達拉直辖市帕多瓦的圣安东尼教堂。

### 斯洛伐克
- 弗爾博韋圣马丁教堂塔，在斯洛伐克被称为「斯洛伐克比萨」。[3]
- 波普拉德的聖喬治教堂[4]
- 斯洛伐克民族起義廣場鐘樓

### 西班牙
- 马德里欧洲门，世界上第一个倾斜的摩天大楼
- 阿拉贡卡拉塔尤 San Pedro del los Francos 教堂的莫德哈尔塔
- 萨拉戈萨斜塔（被拆除，在它的存在的时候是最着名的西班牙斜塔）
- 阿特卡的鐘樓

### 瑞士
- 聖莫里茲的斜塔，是16世紀興建的聖毛利修斯教堂在1893年拆除後僅餘的鐘樓

### 英国
- 威尔士卡菲利城堡的东南塔
- 北爱尔兰贝尔法斯特阿伯特紀念鐘樓
- 什罗普郡布里奇諾斯镇的布里奇诺斯城堡巨塔
- 英格兰布里斯托尔的圣殿教堂塔楼
- 英格兰金斯林的方济会塔-方济会修道院遗迹
- 切斯特菲尔德的圣玛丽教堂和圣徒教会尖塔[5]
- 威爾士蒙茅斯郡的圣马丁教堂塔楼
- 英格兰林肯郡瑟弗利特的圣劳伦斯教堂塔楼和尖塔
- 英格兰埃塞克斯郡布賴特靈西的贝特曼塔
- 伦敦伊丽莎白楼[6]
- 北爱尔兰贝尔法斯特阿德莱德2号大街上的以爱尔兰银行作为主要租户的多用途大楼

## 北美洲

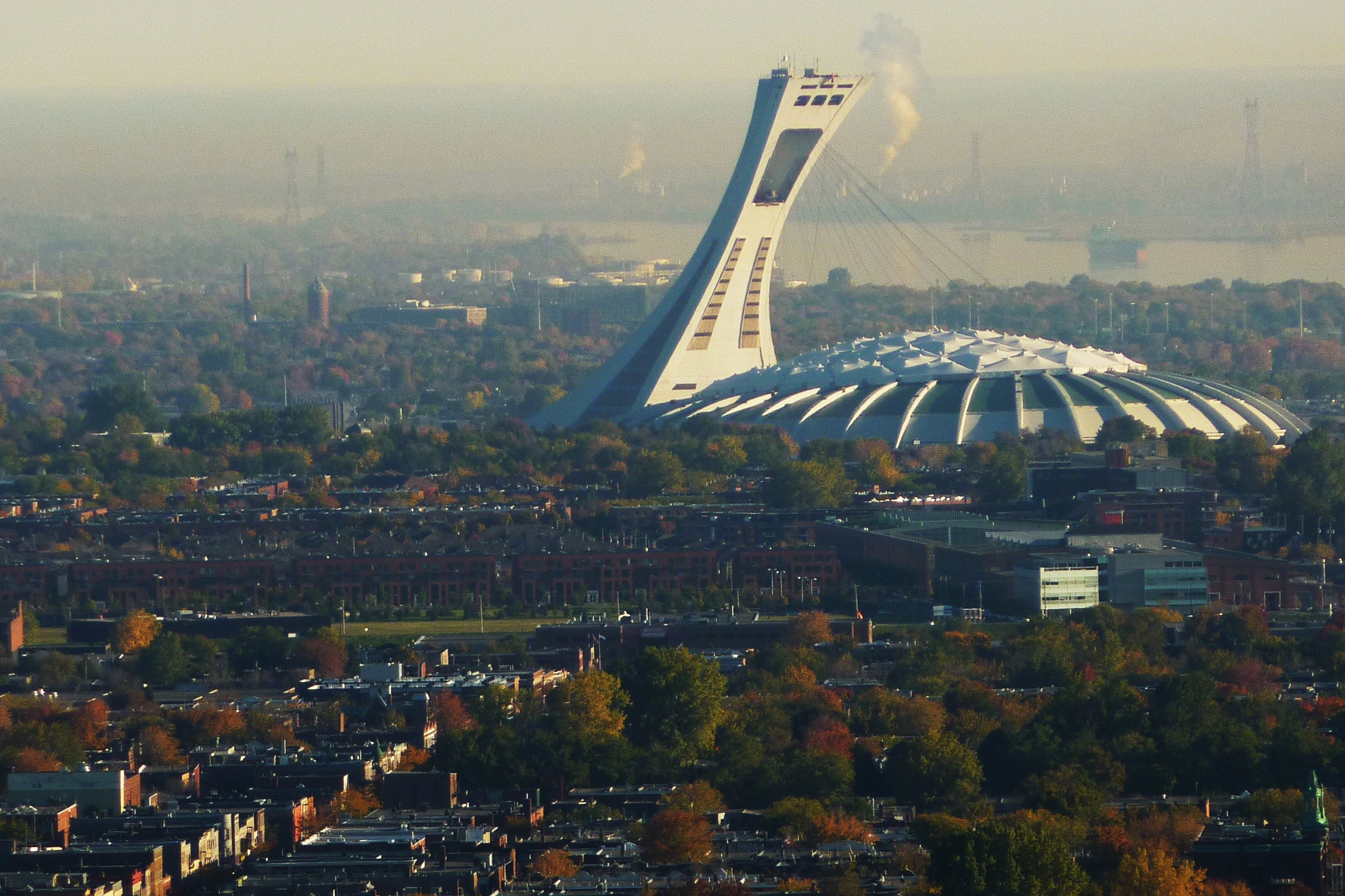
有着最高人造斜塔的蒙特婁奧林匹克體育場

### 加拿大
- 魁北克省蒙特利尔的奥林欧克体育场塔
- 魁北克省圣伦纳德塔及相关的公开市场[7]（被拆毁）
- 温哥华一号公馆（因为要避让高速路而被BIG设计成倾斜的样子）[8]

### 墨西哥
- 莫雷洛斯港的燈塔

### 美国
- 伊利诺伊州奈尔斯的奈尔斯斜塔（是比萨斜塔的复制品）
- 帕乔格斜塔（在2006年被拆除）
- 堪萨斯州格鲁姆的斜水塔
- 旧金山的千禧塔（在2016年的检测中该建筑已经沉没了16英寸，向西北方向倾斜了两英寸）
- 德州南帕德雷島的海洋塔（被拆毁）
- Sharps Island Light，离马里兰州切萨皮克湾的蒂尔曼岛南端3英里，自从在1977年受到浮冰的破坏之后到现在已经倾斜了15°
- 内华达州天堂市賭城大道的城中城转向塔

## 大洋洲

### 澳大利亚
- 金金的引力探索中心斜塔
- 墨爾本濱海港區的瑪麗娜塔

### 新西兰
- 基督城的大臣酒店（在2011年基督城地震後嚴重損毁並傾斜，超過一年後才完全拆除）
- 瓦納卡 Puzzling World 里的斜塔
- 威靈頓國際機場的航空交通管制塔[9]

## 也可参看
- 倾斜塔（英语：Inclined tower）